# Cesare Mantovani
Cesare Mantovani (Roma, 1939 – Roma, 20 giugno 2006) è stato un politico e giornalista italiano,  direttore del quotidiano Secolo d'Italia.

## Biografia
Nel 1958 fu segretario romano della Giovane Italia. Nel 1964 divenne presidente del FUAN-Caravella e poi del FUAN Destra universitaria fino al 1972. Nel 1968 dopo gli scontri di Valle Giulia fu espulso dal rettore dell'università di Roma da tutti gli atenei italiani
Nel 1976 divenne redattore capo del Secolo d'Italia, di cui fu direttore dal 1984 al dicembre 1987. Dopo fu chiamato come capo redattore al quotidiano Il Tempo di Roma..